# Frauenhospiz der Genossenschaftskrankenkassen

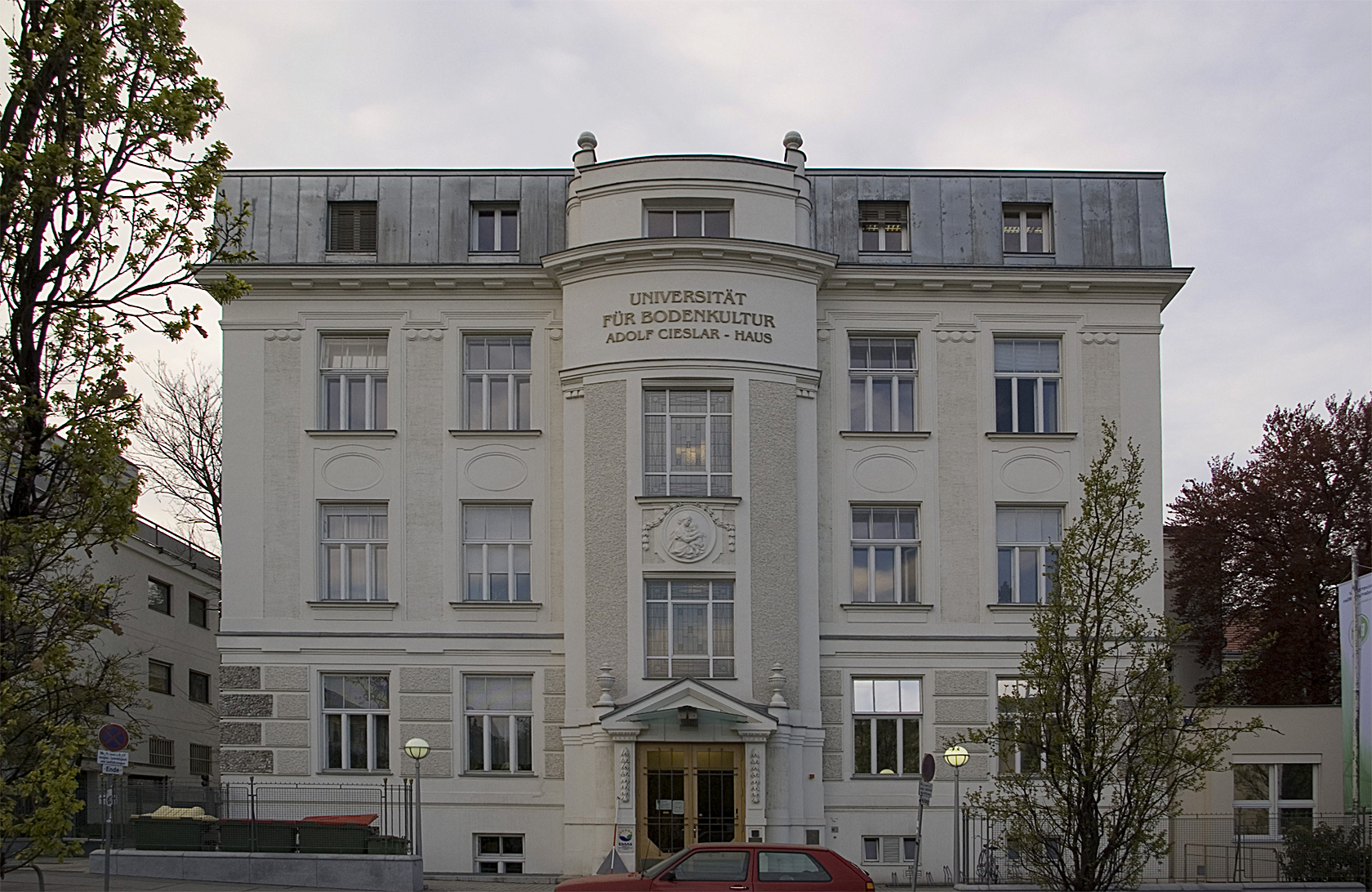
Das ehemalige Frauenhospiz der Genossenschaftskrankenkassen (Aufnahme aus 2008)

Das Frauenhospiz der Genossenschaftskrankenkassen wurde als Entbindungsanstalt in der Peter-Jordan-Straße 70 im 19. Wiener Gemeindebezirk Döbling errichtet.

## Geschichte
Das zwischen 1908 und 1910 nach Plänen von Victor Postelberg (1869–1920) errichtete und am 4. Oktober 1909 eröffnete Frauenhospiz der Genossenschaftskrankenkassen war das erste von einer Krankenkasse in Wien errichtete Spital. Es leitete vor allem bei den Arbeiterfrauen die Wende weg von der bisher üblichen Hausgeburt unter mangelhaften hygienischen Bedingungen hin zur Entbindung in einem Krankenhaus ein.
Zunächst verfügte das Frauenhospiz über Platz für 30 bis 35 Frauen, der in den nächsten vier Jahren auf 42 aufgestockt wurde. Bis 1927 wurde durch Umbauten und Erweiterungsbauten die Kapazität auf 84 Betten erweitert. 1912 wurde vom Verband der Genossenschaftskrankenkassen Wiens gegenüber der Bezirksverwaltung der Wunsch geäußert, die in der Hochschulstraße (später aufgegangen in der Gregor-Mendel-Straße) endende Straßenbahnlinie 40 bis zum Frauenhospiz zu verlängern.
Während des Ersten Weltkrieges und der Zwischenkriegszeit sank zwar die Geburtenzahl in Wien, hier im Frauenhospiz stieg sie allerdings, sodass um 1930 rund 25 Prozent aller in Wien geborenen Kinder hier geboren wurden. Am 22. Juli 1936 wurde von der zuständigen Magistratsabteilung der Betrieb einer Ambulanz genehmigt.
Nach dem Anschluss Österreichs an das Deutsche Reich wurde das Frauenhospiz erst als Gebärklinik für Privilegierte und später als Lazarett genutzt.
Nach dem Zweiten Weltkrieg konnte das Frauenhospiz wieder seiner ursprünglichen Bestimmung zugeführt werden. Das Bundesministerium für soziale Verwaltung ließ in einem Bescheid vom 6. November 1952 das Frauenhospiz als Ausbildungsstätte für praktische Ärzte zu.
Nachdem der zwischen dem 1. Juni 1964 und dem 8. März 1965 erfolgten Renovierung genoss das Hospiz einen guten Ruf – ab 1970 stand es in der Wiener Geburtenstatistik an erster Stelle –, trotzdem wurde aus Kostengründen am 4. Oktober 1974 die Schließung und Verlegung ins Hanusch-Krankenhaus beschlossen. Die tatsächliche Schließung erfolgte am 17. Februar 1975.
Prominente hier tätige Ärzte waren Hans Abels, Edmund Waldstein und Ludwig Kraul.
Nachnutzer des Gebäudes war kurze Zeit die Vienna International School und seit 1984 die Universität für Bodenkultur, die es unter dem Namen Adolf Cieslar Haus als „Haus der Verwaltung“ (Sitz des Rektorats, der Personalabteilung, der Finanzabteilung usw.) nutzt.